# 梅爾羅斯公園 (伊利諾伊州)
梅爾羅斯公園（英語：Melrose Park）是位於美國伊利諾伊州庫克縣的一個村落。

## 地理
梅爾羅斯公園的座標為41°47′55″N 87°49′57″W / 41.79861°N 87.83250°W，而該地最高點為海拔高度193米（即633英尺）。

## 人口
根據2010年美國人口普查的數據，梅爾羅斯公園的面積為10.98平方千米，當中陸地面積為10.98平方千米，而水域面積為0.00平方千米。當地共有人口25411人，而人口密度為每平方千米2,314人。